# قطعنامه ۲۲۲ شورای امنیت
قطعنامه  ۲۲۲ شورای امنیت سازمان ملل متحد که در تاریخ ۱۶ ژوئن ۱۹۶۶ تصویب شد، سندی بین‌المللی دربارهٔ مسئلهٔ قبرس است. این قطعنامه طی نشست ۱۲۸۶‌ام 
با ۱۵ موافق،۰ مخالف و۰ ممتنع تصویب شد.